# Alexander Hamilton-Gordon
Generál Sir Alexander Hamilton-Gordon (11. prosince 1817 – 18. května 1890), byl skotský voják a politik.
Narodil se jako druhý syn ministerského předsedy George Hamilton-Gordona, 4. hraběte z Aberdeenu, v jeho druhém manželství s Harriet, dcerou Hon. Johna Douglase. Jeho mladším bratrem byl Artur Hamilton-Gordon, první baron Stanmore.
Alexander Hamilton-Gordon sloužil v britské armádě a dosáhl zde hodnosti generála. Kromě této hodnosti byl také čestným podkoním královny Viktorie a také v letech 1875 – 1885 zasedal v britském parlamentu jako poslanec za Aberdeenshire East.
V roce 1852 se Alexander Hamilton-Gordon oženil s Caroline Emilia Mary, dcerou Sira Johna Herschela, prvního baroneta. S ní měl pět synů a čtyři dcery. Jeho prvorozený syn Alexandr se také stal úspěšným v armádě.
Hamilton Gordon zemřel v květnu 1890 ve věku 72 let. Jeho manželka Caroline Emilia Mary Hamilton-Gordon ho přežila o 19 let, zemřela v lednu 1909.